# Opisthoncus barbipalpis
Opisthoncus barbipalpis är en spindelart som först beskrevs av Eugen von Keyserling 1882.  Opisthoncus barbipalpis ingår i släktet Opisthoncus och familjen hoppspindlar. Inga underarter finns listade i Catalogue of Life.